# Antoine Duc-Quercy
Antoine-Joseph Duc, dit Duc-Quercy, né à Arles le 11 mai 1856 et mort à Écouen le 1er avril 1934, est un journaliste et militant socialiste guesdiste français.

## Biographie
Fils d'un menuisier arlésien, Antoine-Joseph Duc est encore très jeune lorsqu'il se rend à Paris, où il gagne sa vie comme professeur libre.

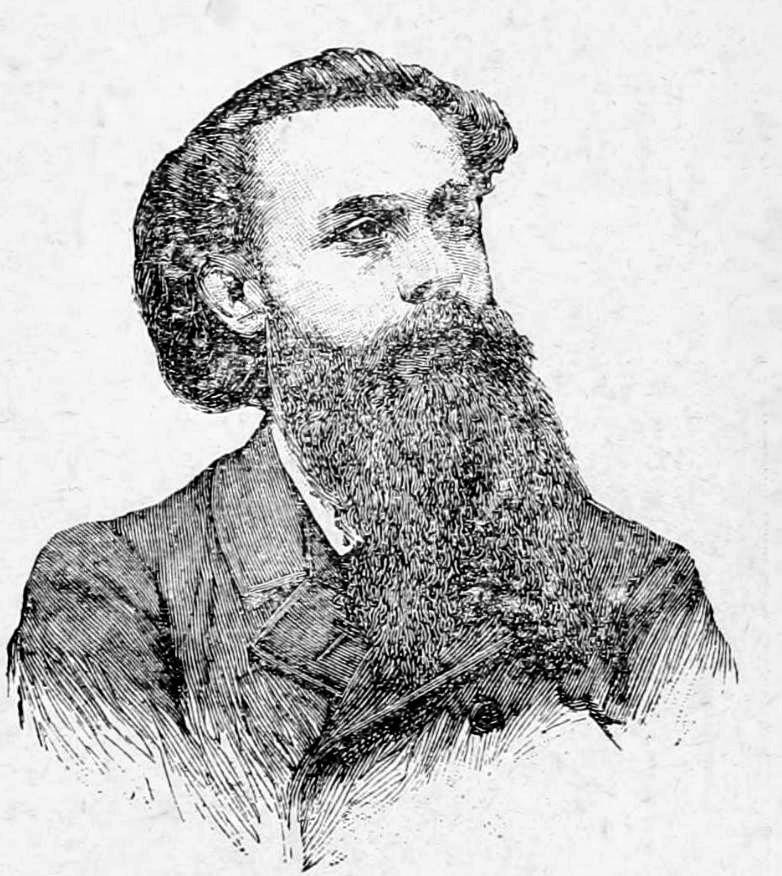
Antoine Duc-Quercy.

Dans la seconde moitié des années 1870, il s'engage politiquement dans le camp républicain en s'opposant au régime de l'Ordre moral (1873-1877) et en rejoignant les partisans de l'amnistie en faveur des communards. Il appartient alors au mouvement blanquiste. Il embrasse ensuite une carrière de journaliste, empruntant le pseudonyme de Quercy pour collaborer au Cri du Peuple, fondé par Jules Vallès et dirigé par Adrien Guebhard et Séverine. Il y côtoie des rédacteurs de gauche de diverses tendances tels que le blanquiste Georges de Labruyère, le radical Lucien Victor-Meunier, et le marxiste Jules Guesde, fondateur, avec Paul Lafargue, gendre de Karl Marx, du Parti ouvrier français (POF). En 1884, Duc-Quercy fournit de la documentation à Émile Zola pour Germinal.
En 1879, il participe à la fondation de la Société des félibres de Paris.
Proche de Guesde et cofondateur du POF, Duc-Quercy devient l'une des personnalités les plus marquantes de ce parti, qui restera longtemps la formation majoritaire de la nébuleuse socialiste française. En janvier 1887, les guesdistes du Cri du Peuple, entrés en désaccord avec des articles complaisants à l'égard du cambrioleur anarchiste Clément Duval et de la théorie - combattue par eux - de la reprise individuelle, se séparent de Labruyère et Séverine, qui reprennent le titre tandis que Guesde, Duc-Quercy, Massard et Goullé rédigeront La Voie du Peuple. Cette scission aura des conséquences durables, qui transparaîtront quelques années plus tard dans les dissensions entre les couples Duc-Quercy et Labruyère-Séverine lors de l'affaire Padlewski.

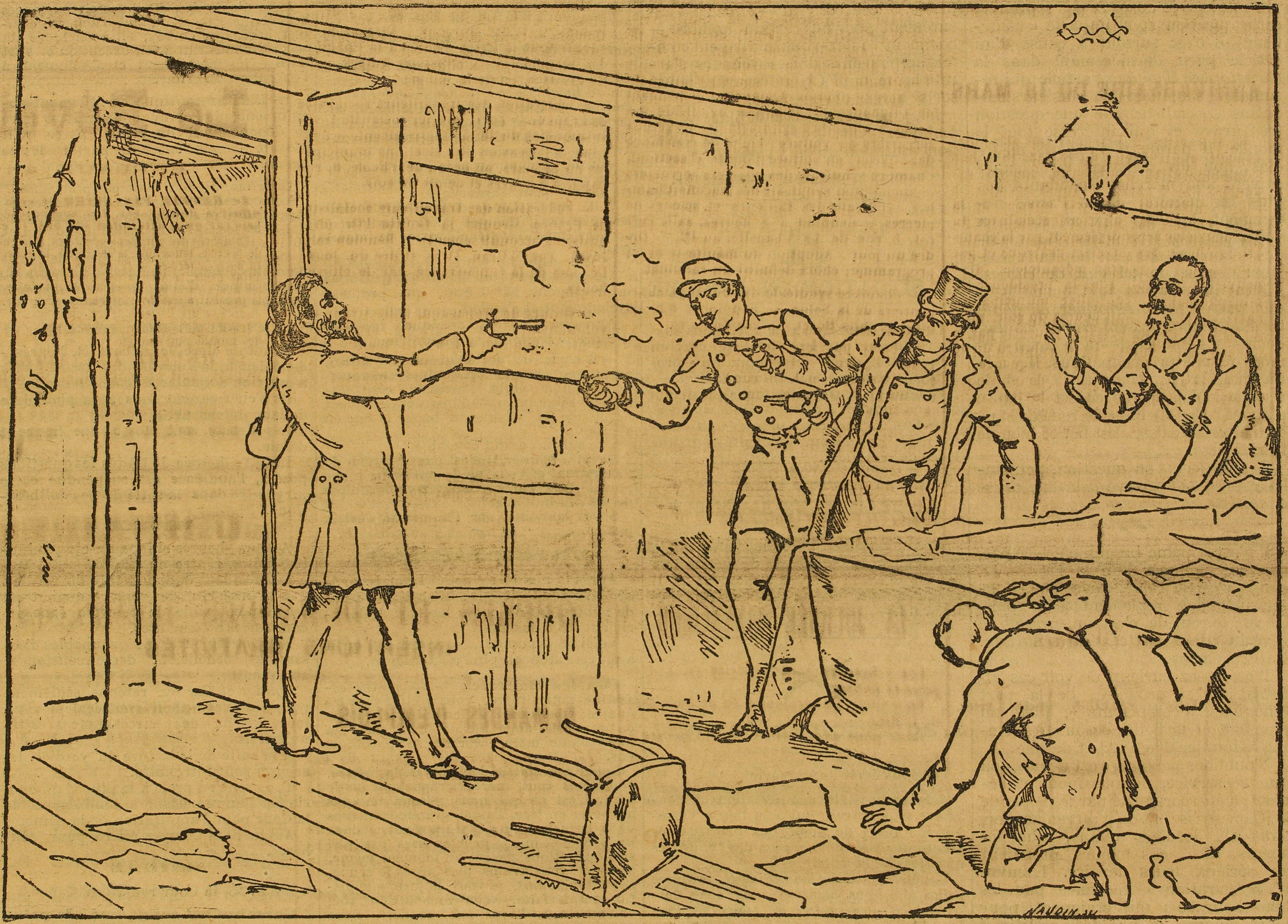
Attaque de Duc-Quercy par les frères Ballerich (7 janvier 1885).

C'est une affaire dramatique qui révèle Duc-Quercy à l'attention du public en 1885. En janvier de cette année, un collaborateur du Cri du Peuple, Ferdinand Chastan, rédige un article ironisant sur un récent fait divers, l'assassinat de Mme Ballerich par Tiburce Gamahut, crime qu'il présente comme une diversion politique finalement profitable à l'avancement des fils de la victime, Charles et Norbert, tous deux policiers. Scandalisés par cet article, les frères Ballerich se rendent, ivres et armés, aux bureaux du journal, au 106 de la rue de Richelieu, avec l'intention de se venger aux dépens de Vallès, ignorant que celui-ci est mourant. Lors de l'attaque, Duc-Quercy s'arme d'un révolver. En état de légitime défense après avoir été atteint à l'épaule et au bras gauche par plusieurs coups d'épée, il blesse mortellement Norbert Ballerich.

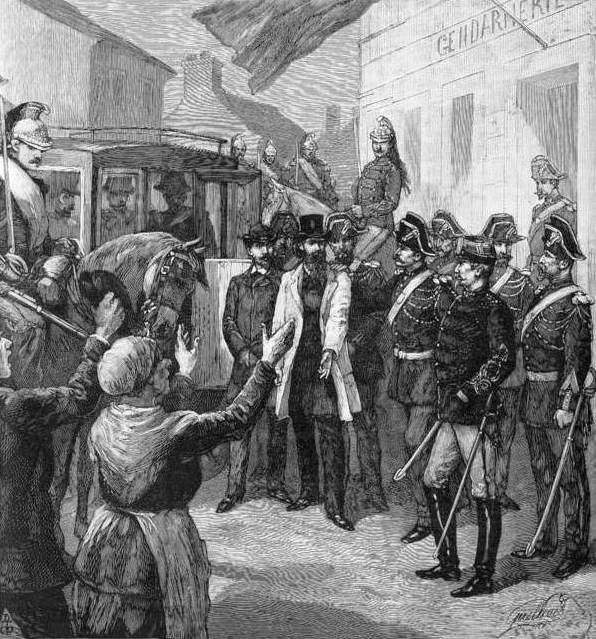
L'arrestation de Roche et Duc-Quercy à Decazeville.

En 1886, Duc-Quercy écrit plusieurs articles sur le mouvement social en Aveyron, où, avec son confrère Ernest Roche, de L'Intransigeant, il vient soutenir la grève des mineurs de Decazeville et organiser leur ravitaillement ainsi que leur résistance pacifique. Il parvient même à convaincre les forgerons de faire cause commune avec les mineurs. Les députés socialistes Émile Basly et Zéphyrin Camélinat viennent également encourager l'endurance des grévistes.

Protégés par leur immunité parlementaire, Basly et Camélinat ne sont pas concernés par la réaction du gouvernement Freycinet, qui, le 4 avril, fait arrêter et emprisonner leurs camarades journalistes, inculpés d'atteinte à la liberté du travail. À la suite de cette arrestation, cause de vifs débats à la Chambre, Roche et Duc-Quercy, défendus par Alexandre Millerand et Georges Laguerre, sont condamnés par le tribunal de Villefranche à quinze mois de prison. Ils bénéficient cependant, le 16 septembre, d'un décret gouvernemental leur faisant remise du restant de leur peine. Considérés comme des héros par leurs camarades socialistes, Roche et Duc-Quercy avaient été envisagés, pendant leur captivité, pour se présenter à une législative partielle organisée à Paris le 2 mai (pour remplacer Henri Rochefort, qui venait de démissionner). Soutenu par Duc-Quercy, qui avait fait valoir le passé ouvrier de son compagnon d'infortune, Roche avait finalement été investi par tirage au sort, mais c'est le radical Alfred Gaulier qui avait été élu. Le nom Duc-Quercy est quant à lui présenté sans plus de succès le 31 octobre 1886 à une municipale partielle dans le Xe arrondissement (quartier de l'Hôpital-Saint-Louis), arrivant en quatrième position, loin derrière un autre candidat socialiste, le possibiliste (FTSF) Eugène Faillet.
En 1887, Duc-Quercy retrouve Camélinat et Basly lors des manifestations de l'extrême-gauche parisienne contre la candidature de Jules Ferry à la présidence de la République à la suite de la démission de Jules Grévy (2 décembre 1887).
Entre 1888 et 1889, Duc-Quercy est présent en Algérie, où il dirige la rédaction du Radical Algérien de Victor Basset avec l'aide de Fernand Grégoire.
En 1889, de retour en Europe, il se présente à Toulon, dans la circonscription du radical-socialiste Camille Raspail, qui est réélu. Par la suite, Duc-Quercy se représentera - sans succès - à plusieurs reprises aux législatives : en 1893 et 1906 dans l'Aveyron, contre le radical Émile Maruéjouls, en 1910 et 1912 dans le Vaucluse, contre le radical-socialiste Louis Tissier.
En 1892, accompagné de Baudin, Duc-Quercy apporte son soutien à une nouvelle grève, celle des mineurs de Carmaux, provoquée par le licenciement du maire syndicaliste socialiste Jean-Baptiste Calvignac, jusqu'alors employé comme ajusteur par la compagnie minière. Ce mouvement ayant poussé le dirigeant de la compagnie, le marquis de Solages, à démissionner de son siège de député, Duc-Quercy se voit offrir l'investiture socialiste en vue de l'élection législative partielle qui doit se tenir en janvier 1893. Loin de faire l'unanimité (Calvignac lui est plutôt hostile), il refuse finalement cette offre, ce qui oblige les socialistes carmausins à se tourner vers un ancien député opportuniste connu pour ses idées avancées, Jean Jaurès, qui sera élu et deviendra ainsi le chef du socialisme parlementaire.
Internationaliste convaincu, Duc-Quercy communique avec les sociaux-démocrates allemands, dont les principaux chefs, August Bebel et Wilhelm Liebknecht (père de Karl, que le socialiste français fit sauter sur ses genoux), comptent parmi ses amis. Il manifeste également sa solidarité avec d'autres socialistes européens. Ainsi, en 1894, Antoine Duc-Quercy et son épouse Angèle (elle-aussi journaliste et socialiste, condamnée en 1891 à deux mois de prison pour avoir organisé la fuite du nihiliste polonais Stanislas Padlewski) se rendent en Sicile pour y soutenir la révolte des fasci, ces ligues socialistes de travailleurs sévèrement réprimées par le gouvernement Crispi. Le couple de journalistes est cependant rapidement expulsé.
En 1895, Duc-Quercy collabore au journal socialiste La Petite République (142, rue Montmartre) dont le rédacteur en chef est alors Alexandre Millerand.
À l'instar de ses camarades guesdistes du POF puis du Parti socialiste de France, Duc-Quercy œuvre à l'unification des socialistes français au sein de la Section française de l'Internationale ouvrière (SFIO). Il deviendra ainsi secrétaire général de L'Humanité, l'organe de la SFIO dirigé par Jaurès. Duc-Quercy fera d'ailleurs partie des proches collaborateurs de Jaurès présents autour de la table du café du Croissant au moment de l'assassinat du dirigeant socialiste. Successeur de Jaurès à la direction du journal, Pierre Renaudel écarte Duc-Quercy de L'Humanité.
Toujours à l'écoute des luttes sociales, Duc-Quercy vient soutenir la révolte des vignerons du Languedoc en 1907. En août de cette même année, il est donc logiquement nommé représentant de la fédération socialiste de l'Aude au 4e congrès national de la SFIO à Nancy et plaide avec succès pour que le congrès suivant soit organisé dans le Midi.
En 1914, il est le secrétaire de Guesde quand celui-ci entre au gouvernement.
Antoine Duc-Quercy meurt à Écouen le 1er avril 1934.

### Iconographie

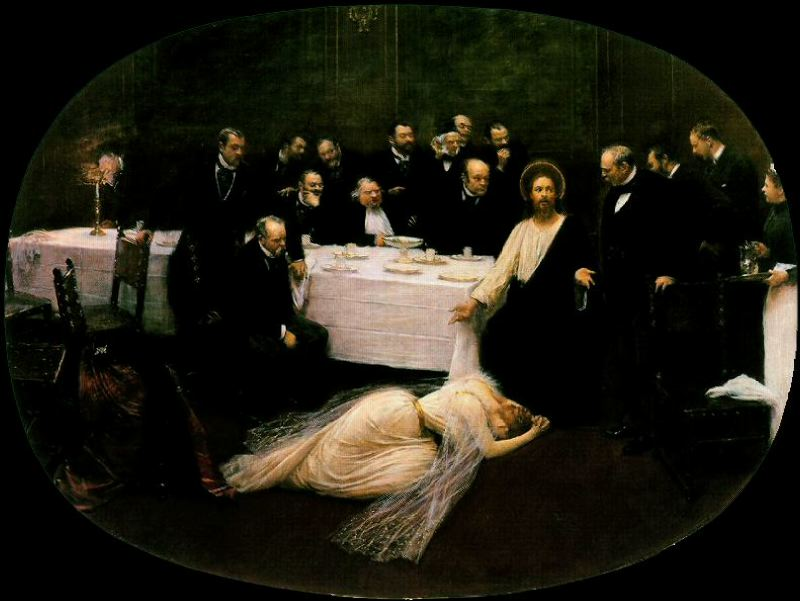
Jean Béraud, La Madeleine chez le Pharisien, 1891.

Le peintre Jean Béraud a fait de Duc-Quercy le modèle du Christ de La Madeleine chez le Pharisien. Ce tableau a fait scandale au Salon de 1891 car il replace la scène biblique dans le monde politique et littéraire parisien de la fin du XIXe siècle.